# Platorchestia kaalensis
Platorchestia kaalensis is een vlokreeftensoort uit de familie van de Talitridae. De wetenschappelijke naam van de soort is voor het eerst geldig gepubliceerd in 1955 door J.L. Barnard.